# Lucilia arrogans
Lucilia arrogans är en tvåvingeart som beskrevs av Robineau-desvoidy 1863. Lucilia arrogans ingår i släktet Lucilia och familjen spyflugor.
Artens utbredningsområde är Frankrike. Inga underarter finns listade i Catalogue of Life.